# 君はONLY ONE
『君はONLY ONE』（きみはオンリーワン、Irreplaceable You）は2018年に配信されたアメリカ合衆国のドラマ映画。監督はステファニー・ラング、主演はググ・バサ＝ローとミキール・ハースマンが務めた。

## ストーリー
アビーとサムは子供時代からとても仲が良く、結婚してからも幸福な生活を送っていた。そんなある日、アビーが妊娠を疑って病院へ行ったところ、末期癌で余命幾ばくもない状態にあると診断された。死の宣告に動揺したアビーだったが、それ以上に気掛かりだったのは一人残されるサムのことであった。アビーは「サムは奥手なので、自分以外の女性と打ち解けるのは困難だろう」と考え、サムの恋人探しを始めることにした。

## キャスト
※括弧内は日本語吹替
- アビー: ググ・バサ＝ロー（小林沙苗）
  - 青年期: セレステ・オコナー（英語版）
  - 子供時代: アリッサ・チータム
- サム: ミキール・ハースマン（平川大輔）
  - 青年期: ソーヤー・バース（英語版）
  - 子供時代: ザカリー・ヘルナンデス
- マイロン: クリストファー・ウォーケン（立川三貴）
- ミッチ: スティーヴ・クーガン（金子由之）
- ドミニク: ティモシー・シモンズ（英語版）（神尾佑）
- ジェーン: タマラ・チュニー（英語版）（高乃麗） - アビーの母親。
- エステル: ジャッキー・ウィーヴァー（池田昌子）
- ミラ: ゲイル・ランキン（英語版）（小笠原亜里沙）
- ベンジー: ブライアン・タイリー・ヘンリー（竹田雅則）
- ケイト: ケイト・マッキノン（中村綾）

## 製作・マーケティング
2017年2月23日、ググ・バサ＝ローとミキール・ハースマンが本作に出演することになったと報じられた。28日、クリストファー・ウォーケンとスティーヴ・クーガンがキャスト入りした。3月15日、ジャッキー・ウィーヴァーとティモシー・シモンズが起用されたとの報道があった。6月12日、レスリー・バーバーが本作で使用される楽曲を手掛けることになったと報じられた。
2018年2月2日、本作のオフィシャル・トレイラーが公開された。

## 評価
本作に対する批評家からの評価は伸び悩んでいる。映画批評集積サイトのRotten Tomatoesには19件のレビューがあり、批評家支持率は32%、平均点は10点満点で5.17点となっている。また、Metacriticには7件のレビューがあり、加重平均値は34/100となっている。